# جون ماغواير (ملحن)
جون ماغواير (بالإنجليزية: John McGuire)‏ هو ملحن أمريكي، ولد في 27 يونيو 1942.

## وصلات خارجية
- جون ماغواير على موقع ميوزك برينز (الإنجليزية)
- جون ماغواير على موقع ديسكوغز (الإنجليزية)